# Обиршень (Войнешть, Васлуй)
Обиршень, Обиршені (рум. Obârșeni) — село у повіті Васлуй в Румунії. Входить до складу комуни Войнешть.
Село розташоване на відстані 259 км на північний схід від Бухареста, 22 км на захід від Васлуя, 65 км на південь від Ясс, 135 км на північ від Галаца.

## Населення
За даними перепису населення 2002 року у селі проживали 303 особи, усі — румуни. Усі жителі села рідною мовою назвали румунську.